# Bwaba
Die Bwaba (auch Bwawa, Singular: Bwa oder Bwani, je nach Dialekt) sind eine Ethnie, deren Siedlungsgebiet, genannt Bwamu, in den westafrikanischen Staaten Burkina Faso und Mali liegt.
Die Bezeichnung Bobo wurde und wird benutzt, sowohl um die Bwaba und die Ethnie der Bobo als auch beide zusammenfassend zu benennen. Guy Le Moal untersuchte die Eigenbezeichnungen der beiden Gruppen und empfahl deren Verwendung, um weitere Verwirrung zu vermeiden. Bobo-Fing (‚schwarze Bobo‘) und Bobo-Wule (‚rote Bobo‘) – in verschiedenen Schreibweisen – für die Bobo, beziehungsweise die Bwaba, sind Fremdbezeichnungen aus der Sprache Dioula.
Ihre Sprache, ebenfalls Bwamu genannt, gehört zu den Gur-Sprachen und teilt sich in wenigstens 17 Dialekte. Das Siedlungsgebiet der Bwaba befindet sich im Westen Burkina Fasos und im Südosten Malis, ihre Zahl beträgt zwischen 450.000 und 500.000.
Bekannt sind die Bwaba vor allem aufgrund ihrer kunstvollen Masken, die sehr abstrakte Formen haben. Zu ihrer Kunst gehören auch Figuren, Bronzeguss- und Töpfereiprodukte.
Der Autor und Politiker Nazi Boni gab dem seiner Heimat gewidmeten Roman Crépuscule des temps anciens (1962), der als Beginn der burkinischen Literatur gilt, den Untertitel Chronique du Bwamu (franz. ‚Chronik des Bwamu‘).